# Gyanpur
Gyanpur is een nagar panchayat (plaats) in de Indiase staat Uttar Pradesh. Het is de hoofdplaats van het district Bhadohi, dat ook wel bekendstaat als Sant Ravidas Nagar.

## Demografie
Volgens de Indiase volkstelling van 2001 wonen er 12.056 mensen in Gyanpur, waarvan 54% mannelijk en 46% vrouwelijk is. De plaats heeft een alfabetiseringsgraad van 66%.